# Frostsicherheit
Frostsicher nennt man Bauwerke, Bauteile oder Geräte:
- die gegen das Eindringen von Wasser und dessen Ausgefrieren geschützt sind – z. B. der Unterbau von Straßen durch ein Kies- oder Schotterbett,

oder
- die Feuchtigkeit enthalten und gegen das Eindringen von Kälte gedämmt sind (eigentlich: gegen das Entweichen von Wärmeenergie),

oder
- deren enthaltene Flüssigkeit/en durch geeignete Zugabe von Frostschutzmittel (in einem gewissen Temperaturbereich) gegen Einfrieren geschützt sind.